# Maria Starzewska
Maria Ignacja Antonina Starzewska z domu Łubieńska, (ur. 4 sierpnia 1907 w Zassowie, zm. 28 grudnia 2004 we Wrocławiu) – polska historyk sztuki, w latach 1963–1969 dyrektor Muzeum Śląskiego we Wrocławiu, badaczka sztuki śląskiej.

## Życiorys
Była dzieckiem Tadeusza i Marii Łubieńskich, siostrą Alfreda, Konstantego i Henryka Ignacego.  W 1925 roku ukończyła gimnazjum humanistyczne sióstr Sacré Coeur w Zbylitowskiej Górze, przez następne dwa lata uczyła w szkole, od 1927 roku studiowała historię sztuki na Uniwersytecie Jagiellońskim. Tytuł magistra uzyskała cztery lata później na podstawie pracy Stan badań nad architekturą rokokową w Polsce. W 1933 wyszła za prawnika, urzędnika Ministerstwa Spraw Wewnętrznych, Michała Starzewskiego i zamieszkała w Warszawie. Czas okupacji spędziła w majątku Starzewskich w podkrakowskich Branicach. W latach 1945–1946 cała rodzina przeniosła się do Wrocławia, w 1947 roku Maria Starzewska rozpoczęła pracę jako asystentka w organizowanym Muzeum Państwowym, kierowanym przez Jerzego Güttlera.
Po okresie pracy przy inwentaryzacji ocalałych zabytków, w 1951 roku została kustoszem Działu Rzemiosł Artystycznych. W tym samym roku, wspólnie z Juliuszem Ziomeckim, przygotowała wystawę „Rzemiosło artystyczne XV – XIX wieku”, rok później samodzielnie wystawę „Polska ceramika artystyczna 1 połowy XX wieku” oraz pionierską monografię poświęconą tej tematyce. Uczestniczyła w organizacji regionalnych placówek muzealnych na Dolnym Śląsku. W 1963 roku objęła stanowisko dyrektora Muzeum Śląskiego. Zajmowała się badaniami nad sztuką śląską. Trzy lata później uzyskała na Uniwersytecie Jagiellońskim stopień doktora, na podstawie pracy Intarsja renesansowa na Śląsku. Zreorganizowała strukturę Muzeum Śląskiego, tworząc nowe działy muzealne i reformując dotychczasowe. Na emeryturę przeszła w 1969 roku, nie zaprzestając działalności zawodowej. Między innymi wspólnie z Teresą Wolanin opracowała książkę Artystyczna kamionka bolesławiecka (1995), była redaktorką katalogu Ornamenta Silesiae 1000-2000: tysiąc lat rzemiosła artystycznego na Śląsku (2000).
Była członkiem, prezesem Oddziału Wrocławskiego Stowarzyszenia Historyków Sztuki. W 1979 roku otrzymała tytuł członka honorowego. Została odznaczona między innymi Krzyżami Kawalerskim (1966) i Komandorskim (1998) Orderu Odrodzenia Polski oraz Nagrodą Miasta Wrocławia. Zmarła w 2004 roku.